# Fasciculiporoides americana
Fasciculiporoides americana is een mosdiertjessoort, de plaatsing in een familie is nog onzeker. De wetenschappelijke naam van de soort is voor het eerst geldig gepubliceerd in 1842 door Alcide d'Orbigny.